# Damaromyia tasmanica
Damaromyia tasmanica är en tvåvingeart som beskrevs av Kertesz 1916. Damaromyia tasmanica ingår i släktet Damaromyia och familjen vapenflugor. Inga underarter finns listade i Catalogue of Life.